# Aleksandar Damčevski
Aleksandar Damčevski, né le 21 novembre 1992, est un footballeur macédonien évoluant au poste de défenseur central.